# Budeč (Úněšov)
Budeč (německy Wutsch) je malá vesnice, část obce Úněšov v okrese Plzeň-sever v Plzeňském kraji. Nachází se asi pět kilometrů západně od Úněšova. Budeč leží v katastrálním území Budeč u Číhané o rozloze 2,94 km².

## Historie
První písemná zmínka o vesnici pochází z roku 1273.

## Obyvatelstvo
Při sčítání lidu v roce 1921 zde žilo 89 obyvatel (z toho 42 mužů) německé národnosti a římskokatolického vyznání. Podle sčítání lidu z roku 1930 měla vesnice 101 obyvatel: pět Čechoslováků a 96 Němců. Všichni se hlásili k římskokatolické církvi.
| Rok            | 1869 | 1880 | 1890 | 1900 | 1910 | 1921 | 1930 | 1950 | 1961 | 1970 | 1980 | 1991 | 2001 | 2011 | 2021 |
| -------------- | ---- | ---- | ---- | ---- | ---- | ---- | ---- | ---- | ---- | ---- | ---- | ---- | ---- | ---- | ---- |
| Počet obyvatel | 88   | 81   | 77   | 91   | 92   | 89   | 101  | 38   | 24   | 25   | 31   | 20   | 24   | 32   | 21   |
| Počet domů     | 14   | 14   | 15   | 16   | 16   | 16   | 17   | 10   | 10   | 7    | 5    | 6    | 6    | 8    | 8    |

## Obecní správa
Při sčítání lidu v letech 1869–1950 Budeč byla osadou obce Štipoklasy, se kterým patřila nejprve do okresu Teplá, ale v letech 1900–1930 v okrese Planá a v roce 1950 v okrese Stříbro. V letech 1961–1976 byla částí obce Číhaná v okrese Plzeň-sever. Od 30. dubna 1976 je částí obce Úněšov v okrese Plzeň-sever.

## Zajímavost
- V roce 1964 se v obci při výkopech našel poklad stříbrných mincí, který je uložen v muzeu Manětíně. [10]